# 神田修吉
神田 修吉（かんだ しゅうきち、1959年 - 2015年5月10日）は、オー・エル・エムに所属していた日本の男性アニメーションプロデューサー、元取締役である。故人。

## 来歴・人物
古くは、スタジオぎゃろっぷで制作進行として働いていた。1994年のオー・エル・エム設立の際は当時所属していたアニメスタジオ「パステル」より移籍し、そのままオー・エル・エム取締役に就任。以降は『ポケットモンスター』をはじめとする多数の作品を代表取締役である奥野敏聡と共にプロデュースしていた。
長きにわたってプロデューサーを務めていたが、2014年を境に担当作品を降板。『ポケモン・ザ・ムービーXY&Z ボルケニオンと機巧のマギアナ』のエンドクレジットで献辞が捧げられている。2015年5月10日死去。

## 参加作品

### テレビアニメ
- タオタオ絵本館 （第1期：1983年-1984年・第2期：1984年-1985年、制作デスク）
- 名探偵ホームズ （1984年-1985年、制作進行）
- ダーティペア （1985年、制作進行）
- 剣勇伝説YAIBA（1993年-1994年、アニメーションプロデューサー）
- モジャ公 （1995年-1997年、アニメーション・プロデューサー）
- 剣風伝奇ベルセルク （1997年-1998年、アニメーション・プロデューサー）
- ポケットモンスターシリーズ （1997年-2014年、役職のないものはいずれも アニメーションプロデューサー）
  - ポケットモンスター （1997年-2002年）
  - ポケットモンスター ミュウツー! 我ハココニ在リ （2000年）
  - ポケットモンスタークリスタル ライコウ雷の伝説 （2001年）
  - ポケットモンスター アドバンスジェネレーション （2002年-2006年）
  - ポケットモンスター ダイヤモンド&パール （2006年-2010年）
  - ポケットモンスター ベストウイッシュ （2010年-2012年）
  - ポケットモンスター ベストウイッシュ シーズン2（2012年-2013年）
  - ポケットモンスター ベストウイッシュ シーズン2 エピソードN（2013年）
  - ポケットモンスター ベストウイッシュ シーズン2 デコロラアドベンチャー（2013年）
  - ポケットモンスター THE ORIGIN（2013年、制作統括）
  - ポケットモンスター XY（2013年-2014年 (第21話まで) ）
- ああっ女神さまっ 小っちゃいって事は便利だねっ （1998年-1999年、プロデューサー）
- To Heart （1999年、プロデューサー）
- 鋼鉄天使くるみシリーズ （アニメーションプロデューサー）
  - 鋼鉄天使くるみ （1999年-2000年）
  - 鋼鉄天使くるみ2式 （2001年）
- こみっくパーティー （2001年、プロデューサー）
- フィギュア17 つばさ&ヒカル （2001年-2002年、プロデューサー）
- カスミン （2001年-2003年、アニメーションプロデューサー）
- PIANO （2002年-2003年、プロデューサー）
- コロッケ! （2003年-2005年、アニメーションプロデューサー）
- おもいっきり科学アドベンチャー そーなんだ! （2003年-2004年、プロデューサー）
- アガサ・クリスティーの名探偵ポワロとマープル （2004年-2005年、アニメーションプロデューサー）
- さぁイコー! たまごっち （2007年、アニメーションプロデューサー）
- イナズマイレブンシリーズ （アニメーションプロデューサー）
  - イナズマイレブン （2008年-2011年）
  - イナズマイレブンGO （2011年-2012年）
  - イナズマイレブンGO クロノ・ストーン （2012年）
- たまごっち!シリーズ （アニメーションプロデューサー）
  - たまごっち! （2009年-2012年）
  - たまごっち! ゆめキラドリーム （2012年-2013年）
  - たまごっち! みらくるフレンズ （2013年-2014年）
- ダンボール戦機シリーズ （アニメーションプロデューサー）
  - ダンボール戦機 （2011年-2012年）
  - ダンボール戦機W （2012年）

### OVA
- スローステップ （1991年、COプロデューサー）
- 星くずパラダイス （1991年、COプロデューサー）
- 人魚の森 （1991年、COプロデューサー）
- うしおととら （1992年、COプロデューサー）
- 負けるな!魔剣道 （1995年、プロデューサー）
- ぶっとび!!CPU （1997年、企画・製作）
- クイーン・エメラルダス （1998年、プロデューサー）
- 鋼鉄天使くるみ零 （2001年、アニメーションプロデューサー）
- アーリーレインズ （2003年、アニメーションプロデューサー）

### 劇場映画
- 劇場版ポケットモンスターシリーズ （1998年-、アニメーションプロデューサー）
  - 劇場版ポケットモンスター ミュウツーの逆襲 / ピカチュウのなつやすみ （1998年）
  - 劇場版ポケットモンスター 幻のポケモン ルギア爆誕 / ピカチュウたんけんたい （1999年）
  - 劇場版ポケットモンスター 結晶塔の帝王 ENTEI / ピチューとピカチュウ （2000年）
  - 劇場版ポケットモンスター セレビィ 時を超えた遭遇 / ピカチュウのドキドキかくれんぼ （2001年）
  - 劇場版ポケットモンスター 水の都の護神 ラティアスとラティオス / ピカピカ星空キャンプ （2002年）
  - 劇場版ポケットモンスター アドバンスジェネレーション 七夜の願い星 ジラーチ / おどるポケモンひみつ基地 （2003年）
  - 劇場版ポケットモンスター アドバンスジェネレーション 裂空の訪問者 デオキシス （2004年）
  - 劇場版ポケットモンスター アドバンスジェネレーション ミュウと波導の勇者 ルカリオ （2005年）
  - 劇場版ポケットモンスター アドバンスジェネレーション ポケモンレンジャーと蒼海の王子 マナフィ （2006年）
  - 劇場版ポケットモンスター ダイヤモンド&パール ディアルガVSパルキアVSダークライ （2007年）
  - 劇場版ポケットモンスター ダイヤモンド&パール ギラティナと氷空の花束 シェイミ （2008年）
  - 劇場版ポケットモンスター ダイヤモンド&パール アルセウス 超克の時空へ （2009年）
  - 劇場版ポケットモンスター ダイヤモンド&パール 幻影の覇者 ゾロアーク （2010年）
  - 劇場版ポケットモンスター ベストウイッシュ ビクティニと黒き英雄 ゼクロム / 白き英雄 レシラム （2011年）
  - 劇場版ポケットモンスター ベストウイッシュ キュレムVS聖剣士 ケルディオ / メロエッタのキラキラリサイタル （2012年）
  - 劇場版ポケットモンスター ベストウイッシュ 神速のゲノセクト ミュウツー覚醒 / ピカチュウとイーブイ☆フレンズ （2013年）
- 新暗行御史 （2004年、アニメーションプロデューサー）
- 劇場版 どうぶつの森 （2006年、アニメーションプロデューサー）
- えいがでとーじょー! たまごっち ドキドキ! うちゅーのまいごっち!? （2007年、アニメーションプロデューサー）
- 映画! たまごっち うちゅーいちハッピーな物語!? （2008年、アニメーションプロデューサー）

### WEBアニメ
- たまごっちオリジナルアニメ （2008年、アニメーションプロデューサー）